# Капиново
Капиново (на македонска литературна норма: Капиново) е село в Северна Македония, част от община Чашка.

## География
Селото е разположено в областта Азот западно от град Велес, по южните склонове на планината Мокра.

## История
В XIX век Капиново е изцяло българско село във Велешка кааза, нахия Хасий на Османската империя. Църквата „Свети Илия“ е изградена в 1867 година.
Според статистиката на Васил Кънчов („Македония. Етнография и статистика“) в края на XIX век селото има 140 жители, всички българи християни.
Според секретен доклад на българското консулство в Скопие всичките 14 къщи в селото през 1895 година признават Цариградската патриаршия. Според митрополит Поликарп Дебърски и Велешки в 1904 година в Капиново има 14 сръбски къщи. Според статистиката на секретаря на Българската екзархия Димитър Мишев („La Macédoine et sa Population Chrétienne“) в 1905 година в Капиново (Kapinovo) живеят 112 българи патриаршисти сърбомани и в селото работи сръбско училище.
След Междусъюзническата война в 1913 година селото попада в Сърбия.
На етническата си карта от 1927 година Леонард Шулце Йена показва Капиново (Kapinovo) като наскоро посърбено българско село.
На етническата си карта на Северозападна Македония в 1929 година Афанасий Селишчев отбелязва Капиново като българско село.

## Личности
Починали в Капиново
- Георги Попов (? – 1904), български революционер, велешки войвода на ВМОРО
- Илия Тетовчето (? – 1904), български революционер, велешки войвода на ВМОРО